# Tarō Okamoto

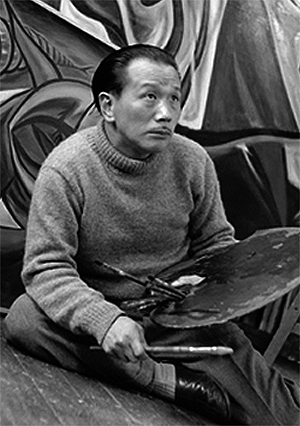
Tarō Okamoto 1953

Tarō Okamoto (japanisch 岡本 太郎, Okamoto Tarō; * 26. Februar 1911 in Takatsu, Tachibana-gun (heute Takatsu-ku, Kawasaki); † 7. Januar 1996) war ein japanischer Künstler. Okamoto schuf zahlreiche zwei- und dreidimensionale Werke, die unter dem Einfluss der abstrakten Kunst und des Surrealismus stehen, aber auch  auf die Kunst der Jōmon-Zeit und die künstlerische Tradition Okinawas Bezug nehmen. Daneben war er schriftstellerisch tätig und trat in den späten Jahren häufig in den Medien auf. Sein bekanntestes Werk ist der „Turm der Sonne“ (太陽の塔, taiyō no tō), den er für die Weltausstellung 1970 in Osaka schuf.

## Leben
Tarō Okamoto wurde als ältester Sohn des Comiczeichners und Karikaturisten Okamoto Ippei und der Schriftstellerin Okamoto Kanoko geboren. Er schloss die  Mittelschule an der Keiō-Universität ab und nahm 1929 ein Studium an der Abteilung für Ölmalerei der Tōkyō Bijutsu Gakkō (heute Tōkyō Geijutsu Daigaku) auf, reiste aber im Dezember desselben Jahres mit seinen Eltern nach Europa und ließ sich im Januar 1930 in Paris nieder. 1931 proklamierte  Okamoto zusammen mit Kurt Seligmann (1900–1962) den Neokonkretismus als Kunstrichtung, die sich zwischen der antifigurativen Abstraction-Création und den Surrealisten einordnen wollte, sich jedoch nicht als eigenständige Bewegung durchsetzen konnte. Unter dem Einfluss Picassos wandte er sich 1932 der abstrakten Kunst zu.
Seit 1933 war Okamoto Mitglied der Künstlergruppe Abstraction-Création und zeigte Bilder wie „Raum“ (空間, Kūkan), „Kontrapunkt“ (コントルポアン, Kontorupoan) und „Band“ (リボン; Ribbon). 1938 studierte er Ethnologie bei Marcel Mauss, beteiligte sich mit dem Gemälde „Verletzter Arm“ (傷ましき腕, itamashiki ude) an der internationalen Ausstellung der Surrealisten in Paris und wurde von Patrick Waldberg in Georges Batailles Geheimgesellschaft Acéphale eingeführt. Nach dem Einmarsch deutscher Truppen in Frankreich kehrte Okamoto 1940 nach Japan zurück. 1941 erhielt er für zwei seiner in Europa geschaffenen Werke den Nika-Preis (二科賞, nika-shō). Im folgenden Jahr wurde Okamoto zum Militär eingezogen und als Gefreiter an der chinesischen Front eingesetzt. 
Bei seiner Rückkehr 1946 musste er feststellen, dass alle seine Werke einem Luftangriff zum Opfer gefallen waren. Mit dem Literaturkritiker Kiyoteru Hanada und anderen gründete er 1948 die Avantgardegruppe Yoru no Kai (夜の会, dt. „Abendgesellschaft“). 1954 wurden Werke von Okamoto auf der 27. Biennale in Venedig gezeigt. Im Jahr 1956 gestaltete er die Keramikreliefs an den Wänden des 1957 vollendeten, inzwischen wieder abgerissenen Verwaltungsgebäudes der Präfektur Tokio (Tōkyō-to Chōsha) in Marunouchi. Neben dem „Turm der Sonne“ (太陽の塔, Taiyō no tō) schuf Okamoto den „Turm der Mutter“ und den „Turm der Jugend“ für die sogenannte Symbolzone der Expo ’70 in Osaka. Weitere Werke sind Ölgemälde wie „Blauer Himmel“ (青空, Aozora; 1954), „Junger Streit“ (若い闘争, Wakai tōsō; 1962)  und „Legende von morgen“ (明日の神話, Asu no shinwa).
Im Dezember 1954 wurde ihm der französische Ordre des Arts et des Lettres verliehen. In einem Fernsehwerbespot für Videokassetten machte er 1981 sein Motto „Kunst ist Explosion“ (芸術は爆発だ!, geijutsu wa bakuhatsu da!) populär. 1991 schenkte er wichtige Werke der Stadt Kawasaki, deren Ehrenbürger er 1993 wurde. Er starb am 1. Juli 1996 an akuter Ateminsuffizienz. Seine Grabstätte befindet sich auf dem Friedhof Tama in Fuchū (Präfektur Tokio). 
1999 wurde in Kawasaki das „Taro Okamoto Museum of Art, Kawasaki“ (川崎市岡本太郎美術館, Kawasaki-shi Okamoto Tarō bijutsukan) eröffnet, das fast 1800 Werke von ihm besitzt.